# De dans van de reiger
De dans van de reiger is een Nederlandse film uit 1966 in zwart-wit, gebaseerd op het gelijknamige toneelstuk van Hugo Claus. De film heeft als internationale titel The Dance of the Heron.
Rademakers nam voor deze film in 1961 contact op met Claus; hij wilde een film maken over een driehoeksverhouding. Het idee kwam vanwege onvoldoende financieringsmogelijkheden niet van de grond. Claus kwam wel met het toneelstuk onder deze titel en dat werd 1962/1963 regelmatig opgevoerd door de Nederlandse Comedie. Rademakers maakte zijn films Het mes en Als twee druppels water. Na die films had Rademakers voldoende middelen om de productie deels zelf te bekostigen met bijdragen uit Frankrijk en Duitsland. 
Voor de hoofdrollen werden de Zweedse Gunnel Lindblom (Ingmar Bergmans De grote stilte) en de Fransman Jean Desailly (Maigretfilms) aangetrokken, die in de Europese cinema al aardig naam hadden gemaakt. Hun stemmen werden nagesynchroniseerd door Fons Rademakers zelf en Hetty Verhoogt als Edouard en Elena. Mien Duymaer van Twist werd persoonlijk door de regisseur gekozen; ze speelde haar rol eerder bij die Nederlandse Comedie, en Rademakers kende niemand die beter bij de rol van moeder zou passen. De film werd grotendeels opgenomen in het toenmalige Joegoslavië, in het dorpje Trsteno vlak bij Dubrovnik, terwijl Claus een voorkeur had voor Ibiza, maar Rademakers vond daar geen filmlocatie. Het zou daarbij gaan om de voormalige villa van de gouverneurs van de dubbelmonarchie Oostenrijk-Hongarije en later van Bosnië; de villa stond echter toen (al) leeg. Cameraman Sacha Vierny had net furore gemaakt met films als Hiroshima mon amour en L'Année dernière à Marienbad. Rademakers had de film klaar voor een première tijdens kerst 1965, maar distributeur HAFBO had daar geen boodschap aan. De première vond pas plaats op 7 april 1966 in de Amsterdamse bioscoop Calypso, op 4 april vond er een voorpremière plaats in het theater. Beide premières gingen deels de mist in vanwege een slechte geluidsweergave. De film werd in 1966 voorts uitgezonden als de bijdrage van Nederland aan het Filmfestival van Cannes, de beslissing viel al voordat de film in de Nederlandse bioscopen te zien was. Rademakers noemde het zelf een nare komedie. Filmrecensies wisselden van "werk van internationaal formaat" (Het Vrije Volk) tot "boeiend en vervelend" in één recensie (Leeuwarder Courant) en "Teleurstellend" (De Telegraaf). In 1987 was de regisseur de film grotendeels vergeten; hij kon zich alleen herinneren dat hij liever in kleur had gefilmd.

## Verhaal
Het stel Elena (midden in het leven staand) en Edouard (volledig uitgeblust) gaat samen met de moeder van Edouard naar een zomerhuis in Joegoslavië. Het zit Edouard nog altijd hoog dat zijn vrouw het jaar ervoor vreemd is gegaan. Ze trachten dit alsnog uit te praten. Edouard blijft worstelen met zichzelf, waardoor Elena het zat is en prompt een avond op stap gaat met de Nederlandse toerist Paul in een ijdele poging om Edouard jaloers te maken. Tegen het ochtendgloren probeert Edouard zichzelf op te hangen in de achtertuin van hun vakantiehuis. Hij wordt daarin geholpen door zijn moeder, die een ophanging in scène wil zetten, hetgeen uitloopt op een echte zelfophanging. Elena komt nog net op tijd terug om dit te voorkomen, de man vindt dan pas de zin van het leven terug.

## Rolverdeling
| Acteur                 | Personage          |
| ---------------------- | ------------------ |
| Gunnel Lindblom        | Elena              |
| Jean Desailly          | Edouard            |
| Van Doude              | Paul               |
| Mien Duymaer van Twist | Moeder van Edouard |
| Jan Teulings           | Vader van Edouard  |
| Kitty Janssen          |                    |
| Manfred de Graaf       | Matroos            |